# Yaoundé IV
Yaoundé IV (ou Yaoundé 4e) est une commune d'arrondissement de la communauté urbaine de Yaoundé, département du Mfoundi dans la région du Centre du Cameroun. Elle a pour chef-lieu le quartier Kondengui.

## Géographie
Elle s'étend du centre à la partie sud-est de la ville au sud de Yaoundé V. La commune est limitée à l'ouest par la rivière Mfoundi qui la sépare de Yaoundé III.
|             | Yaoundé V  | Soa        |
| Yaoundé III | Yaoundé IV | Nkolafamba |
|             | Bikok      | Mfou       |

## Histoire
Le 4e arrondissement de Yaoundé est instauré en 1974. La commune d'arrondissement est créée en 1987.
Cette commune est jumelée avec la ville de Montargis (Loiret, France),. Elle a depuis 2005 une statue du chien de Montargis, entouré de quatre lions, à la grande intersection Ekoumdoum, Ekounou, Tropicana, Nkomo.

## Administration
Elle est dirigée par un maire depuis 1987.
| Période     | Identité                  | Parti | Notes             |
| ----------- | ------------------------- | ----- | ----------------- |
| 2020 - 2025 | Gabriel Bihina Efila      | RDPC  | Chef traditionnel |
| 2012 - 2020 | Régine Amougou Noma       | RDPC  |                   |
| 2007 - 2012 | Théophile Abega Mbida     | RDPC  |                   |
| 2002 - 2007 | Jeanne Ottou              | RDPC  |                   |
| 1996 - 2002 | Jules Mbarga Bekono Zambo |       |                   |
| 1987 - 1996 | Boniface Awouma           |       |                   |

## Quartiers
La commune est constituée de 65 quartiers:

### Nord
- Mimboman II-Sud
- Mimboman II-Nord
- Mimboman II
- Ntouessong
- Mimboman III
- Mimboman Plateau
- Mvog Mbi

### Est

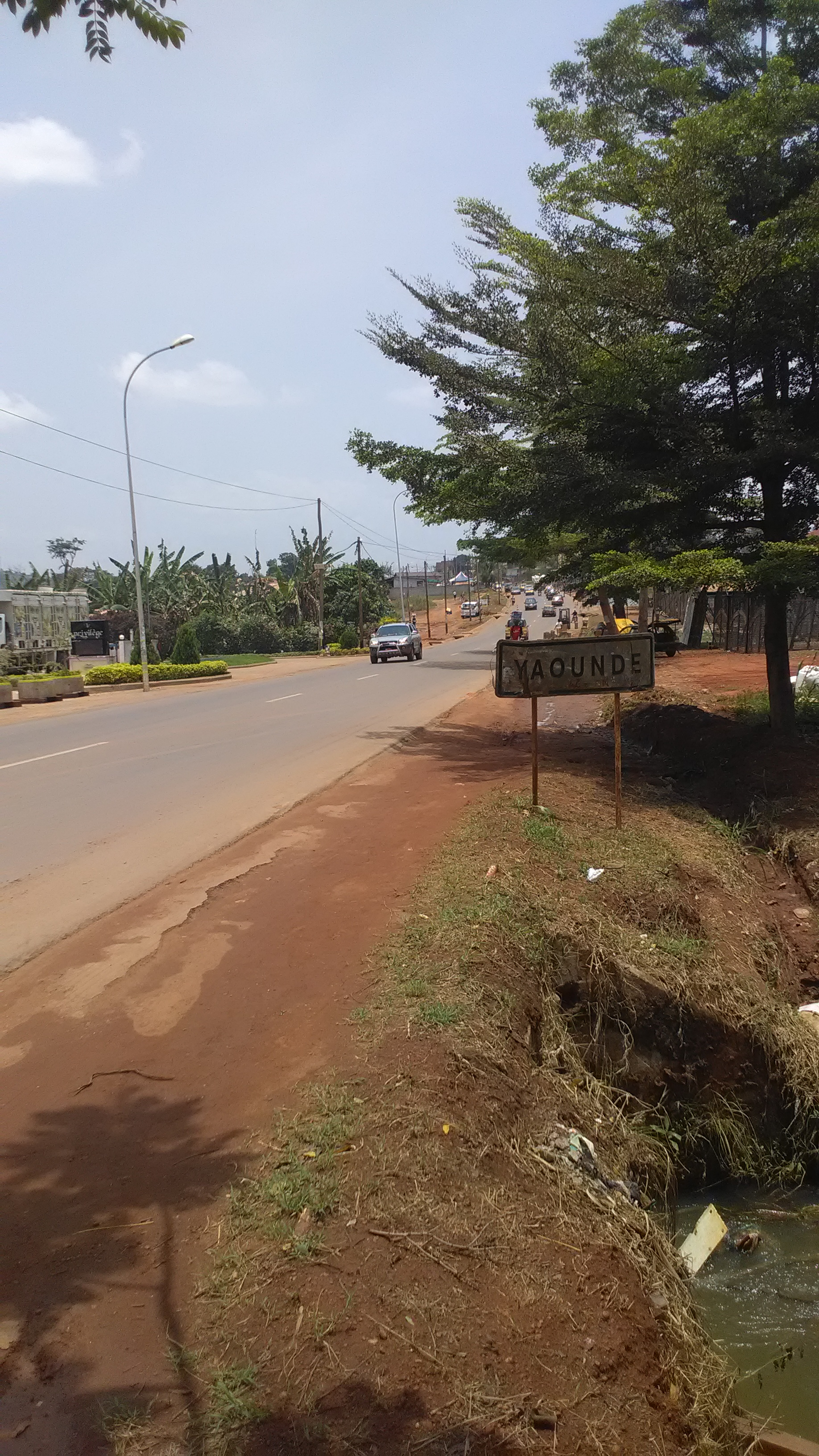
Odza, entrée sud de Yaoundé

- Nkomo I
- Nkomo II-Nord
- Nkomo II-Sud
- Biteng
- Awae Mvog Manga
- Ewonkan
- Nkolo
- Awae I, II, III, IV, V , VI
- Odza I, II, III
- Mbog Abang
- Ekoumdoum
- Tropicana

### Centre
- Anguissa
- Kondengui I-Est
- Kondengui1-Ouest
- Kondengui II
- Kondengui III
- Kondengui IV
- Ekounou I
- Ekounou II-Nord
- Ekounou II-Sud
- Ekounou III
- Ekounou IV
- Ekie-Nord
- Ekie-Sud
- Ndamvout
- Mvan-Nord
- Mvan-Sud

### Ouest
- Nkolndongo I, II, XII
- Nkolndongo XIII, XIV
- Nkolndongo III, IV, V
- Nkolndongo VI, VII
- Mimboman I-Sud
- Mimboman I-Centre
- Mimboman I-Est
- Nkolndongo VIII
- Nkolndongo IX
- Nkolndongo X
- Nkolndongo XI
- Mfoundassi I, II, III

### Sud
- Messamendongo
- Toutouli
- Meyo
- Abome
- Minkan

## Chefferies traditionnelles
L'arrondissement de Yaoundé 4 compte deux chefferies traditionnelles de 2e degré reconnues par le ministère de l'administration du territoire et de la décentralisation :
- 102 : Chefferie Mvog-Belinga
- 103 : Chefferie Bane

## Édifices, parcs et jardins
- Prison centrale de Kondengui

## Éducation et enseignement
- Université Yaoundé Sud Joseph Ndi Samba
- Institut Siantou Supérieur, Mvog-Mbi
- Université catholique d'Afrique centrale
- Institut universitaire Siantou, Campus de Coron

## Cultes et édifices religieux
- Paroisse Sainte Marthe Église syro-orthodoxe
- Mosquée d'Odza
- Paroisse Don Bosco de mimboman

## Économie et marchés
- Marché de bois, RN 10;
- Marché d'Ekounou;
- Marché Mvog-Mbi.

## Sports
- Terrain de sport de l'Avocatier;
- Stade Abega.